# Kopár Csárda
A Kopár Csárda a Pilis hegységben található egyik erdei vendéglátóhely a 10-es főút közvetlen szomszédságában – annak legmagasabb pontjánál, a Pilist a Budai-hegységtől elválasztó Kopár-hágó közelében, közigazgatásilag Pilisvörösvár területén, bár földrajzilag kicsit közelebb Piliscsaba lakott területéhez. A közvetlenül a csárda háta mögött, attól északra emelkedő, turista- és erdei sétautakkal sűrűn átszőtt Zajnát-hegyek közelsége miatt a turisták körében is népszerű létesítmény.

## Megközelítése
A csárda közvetlenül a 10-es út közelében, attól néhány lépésnyi távolságra található. Budapest felől érkezve közvetlenül a 23-as kilométertábla előtt (az épületet mintegy 40 méterrel elhagyva) kell jobbra letérni. A csárdának saját buszmegállója is van, ahol (a gyorsjáratok kivételével) a 10-esen közlekedő Volánbusz-járatok mindegyike megáll. Vasúti megközelítése nehézkes, az itt húzódó Budapest–Esztergom-vasútvonal legközelebbi megállóhelye (bezárásáig) a Pázmáneum megállóhely volt, ahonnan erdei sétautakon lehet eljutni a csárdához. Az említett megállóhely bezárása óta a csárda vasúti megközelítése még nehézkesebbé vált, a legközelebbi vasúti csatlakozási lehetőséget így a (legalább fél óra járásnyira található) Klotildliget megállóhely kínálja.

## Története
A Kopár Csárda története az 1960-as évek végéig nyúlik vissza, ekkor nyitott meg a jelenlegi vendéglátóhely elődje, egy, a mainál kisebb épületben, Walter Ferenc piliscsabai téeszelnök kezdeményezésére. A teljes mértékben fából épült csárda néhány évvel később egy ugyancsak faépítésű felső szinttel bővült. 1977. január 1-jével a piliscsabai (és a pilisborosjenői) termelőszövetkezet egybeolvadt a solymári székhelyű Pilisvölgye Mgtsz-szel, amely a következő években Pilisvölgye Magyar–Bolgár Barátság Mgtsz. néven működött tovább, majd 1982. januárjával ez a szövetkezet egybeolvadt a pesthidegkúti székhellyel működő Rozmaring Mgtsz-szel, és ettől fogva ez utóbbi nevet viselte. Az egyesülések miatt a csárda tulajdonosa is értelemszerűen változott, előbb a Pilisvölgye, majd a Rozmaring Mgtsz-re.
Az 1980-as évek első felében a csárda tisztázatlan okból leégett, ami után a Rozmaring immár téglaépítésű építményként építette újjá, lemondva a felső szintről, viszont a korábbinál jóval nagyobb alapterületet beépítve. Jelenleg a csárda belső tere közel száz fő befogadására alkalmas, jó időben pedig a teraszon is helyet lehet foglalni. A vendéglátóhely a termelőszövetkezetek feloszlását követően, az 1990-es évek elején került magántulajdonba, az épület az ekkori átvétel idején, valamint 2012-ben is egy-egy nagyobb szabású felújításon esett át, melyek során mindvégig szem előtt tartották azt, hogy a csárda megjelenése illeszkedjék a környező erdőhöz. A tulajdonosok a külsőségek mellett a gasztronómiai kínálatot is úgy igyekeztek kialakítani, hogy az minél inkább megfeleljen a klasszikus csárdajelleg által sugalltaknak.

## A vendéglő jelene
A vendéglőt jelenleg (2016-os állapot szerint) az alapítást kezdeményező Walter Ferenc unokája, Ujvári Attila üzemelteti, 2012 óta.

## A vendéglő környezete
A főépület előtt nagy kiterjedésű, több tucatnyi gépjármű számára elegendő murvás parkoló található, amely részben annak köszönheti létét, hogy ezen a helyen korábban az esztergomi országút (a mai 10-es út) egy, már megszüntetett szakasza húzódott. Innen jelzett turistautak és jelzetlen sétautak is indulnak a csárdától északra elterülő Zajnát-hegyek, valamint a 10-es út túloldalán magasodó Kakukk-hegy irányába. Érdekesség, hogy a csárda parkolója alatt húzódik a Budapest–Esztergom-vasútvonal Kopár-hágói vasúti alagútja.
A vendéglőtől pár lépésnyire egy, a környék vadállatait bemutató miniatűr vadasparkot is kialakítottak, még valamikor az 1980-as években. A kifutók egy része és két állattartási célú építmény még jelenleg is áll (2016. márciusi állapot szerint), de az itteni állatbemutató ismeretlen időpontban megszűnt. A kis vadaspark romjai mellett egy több méter magasságba emelkedő kopjafa is áll.

## Nevének eredete
A Pilisben az 1920-as években indult be a korábbi intenzív fakitermelések miatt szinte teljesen fátlanná vált pilisi magaslatok, „kopárok” újrafásítása, zömmel erdeifenyő és feketefenyő telepítésével. A Dévényi Antal piliscsabai erdész által irányított pilisi kopárfásítás egyik központi helyszíne a Zajnát-hegyek tömbje volt, amelyre turistakörökben ráragadt a Kopáros elnevezés; ebből a névből ered a csárda neve is.

## Képgaléria

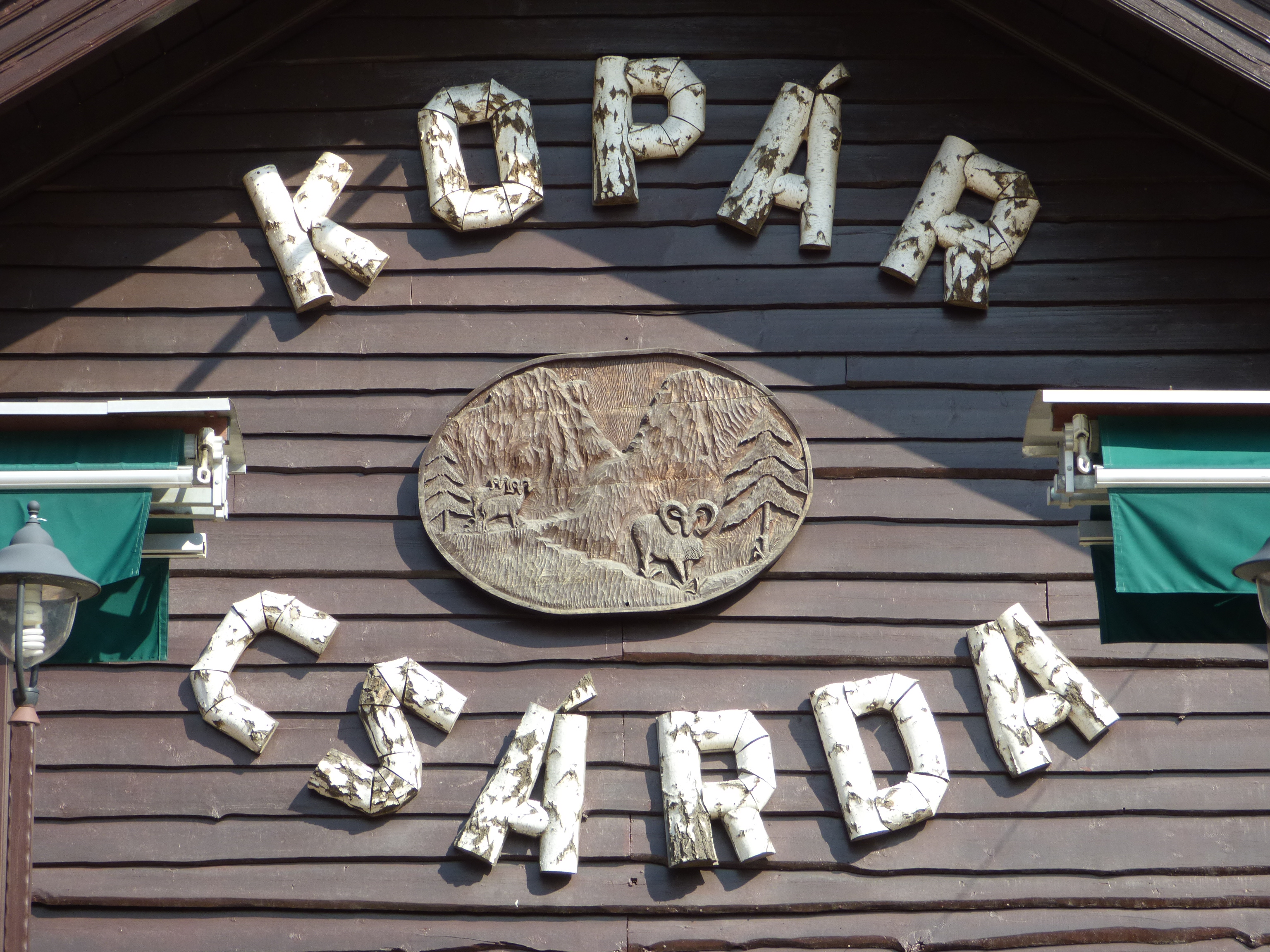
A Kopár Csárda nyírfakéreg-mintázatú bejárati felirata mára szinte a hely védjegyévé vált
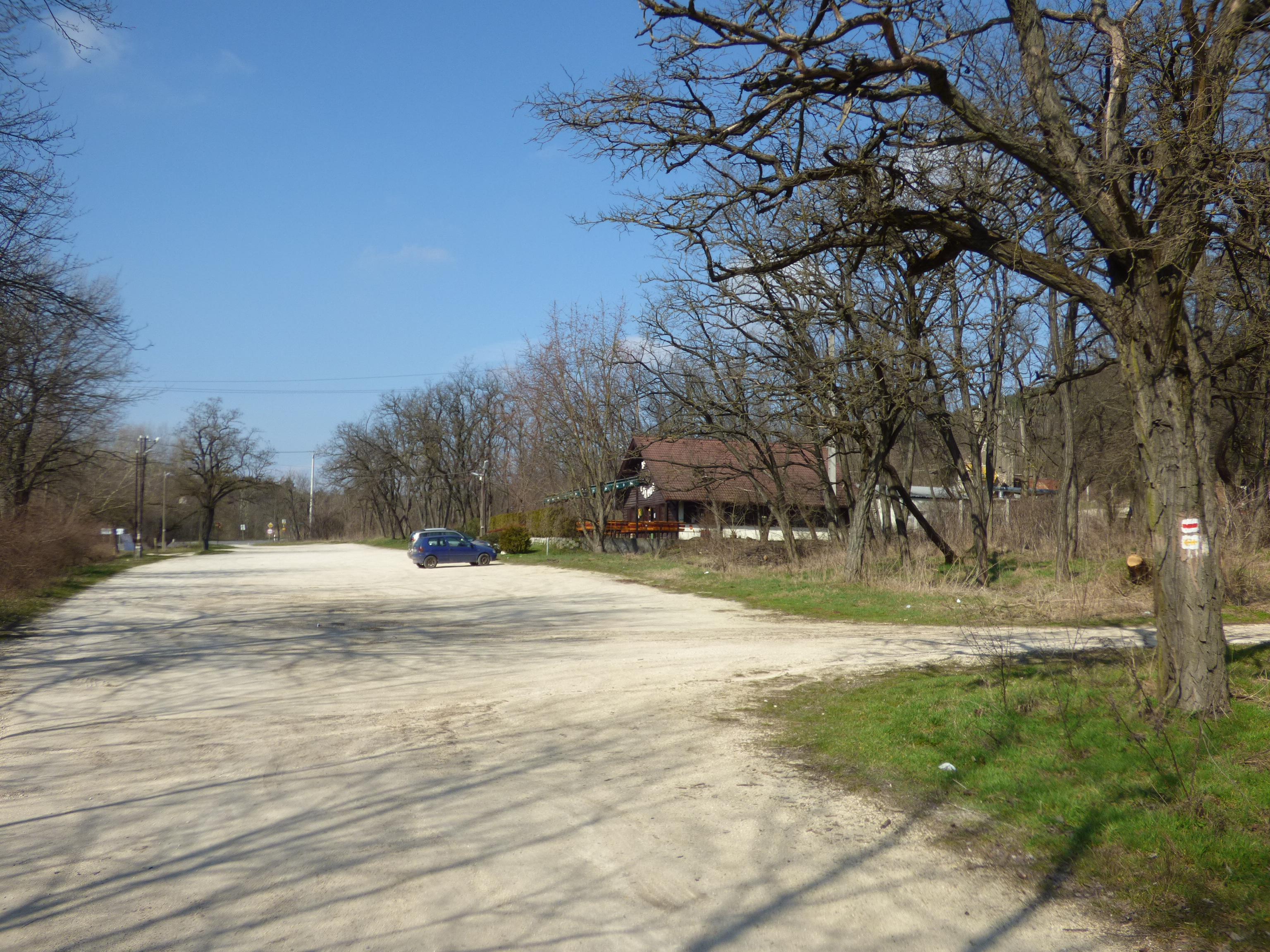
Sok tucatnyi autó fér el a parkolóban; egykor itt a 10-es út már megszüntetett szakasza húzódott
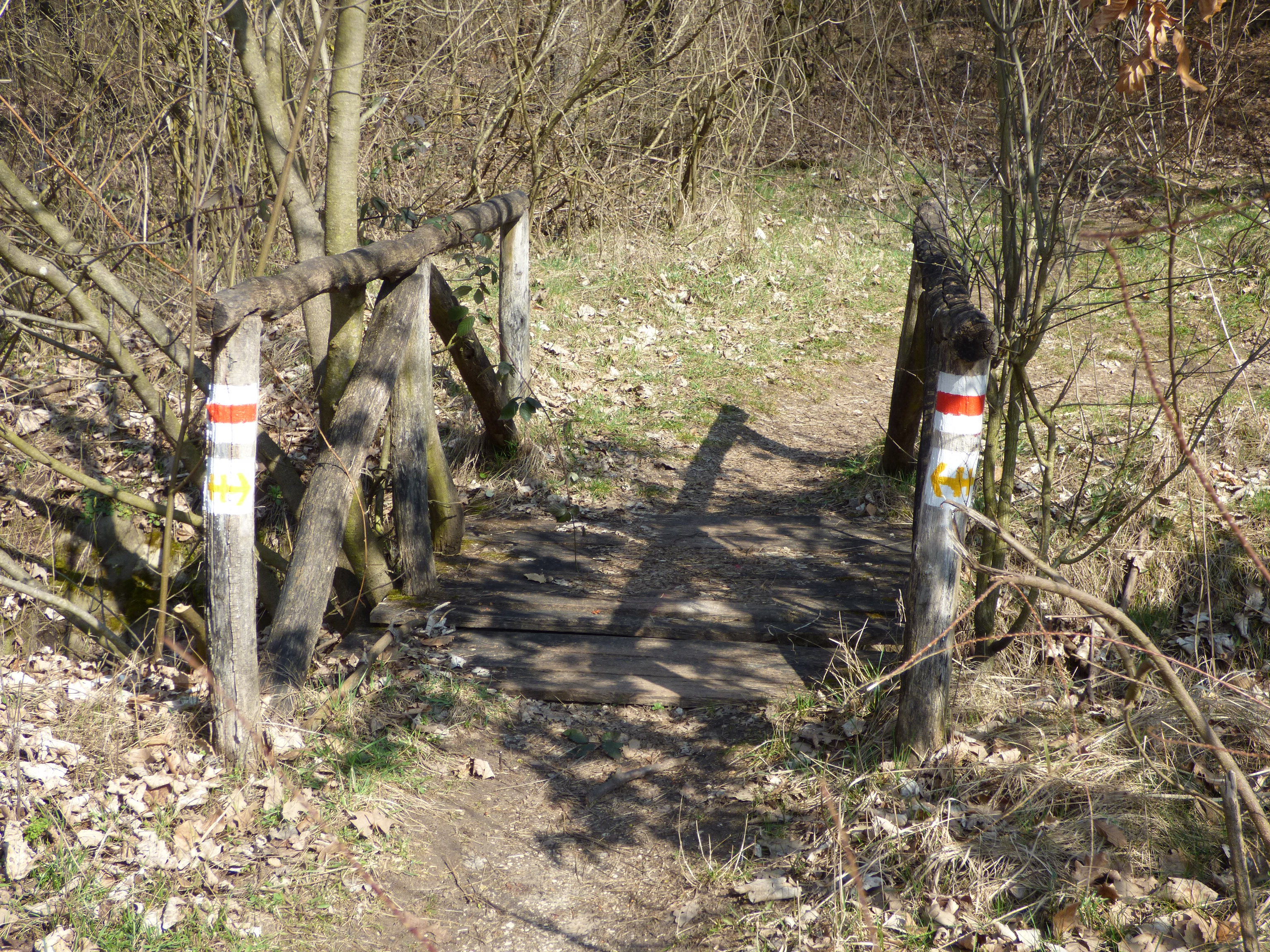
Erdei fahíd a közelben, turistajelzésekkel
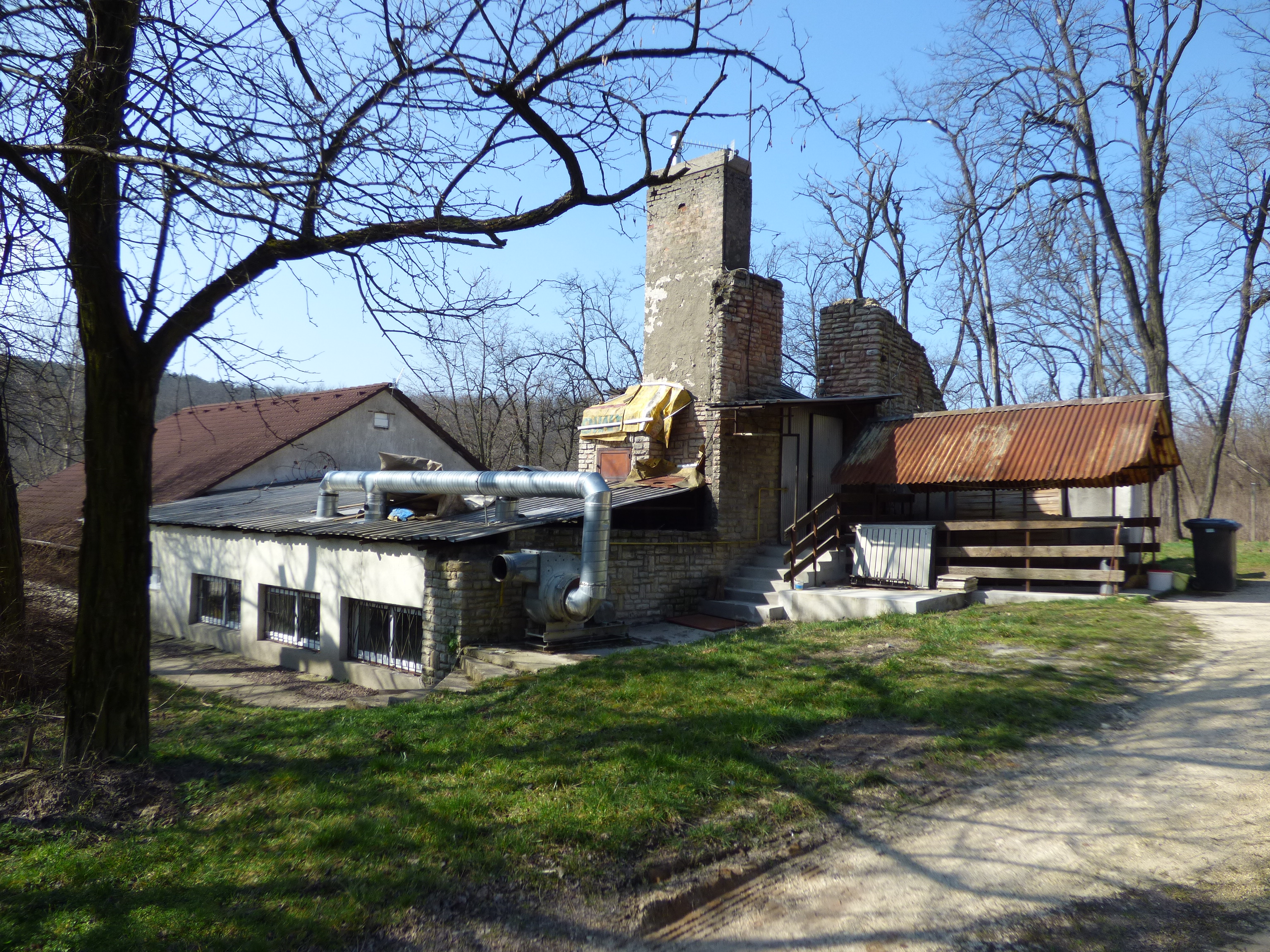
Falcsonkok őrzik a leégett egykori épület emlékét
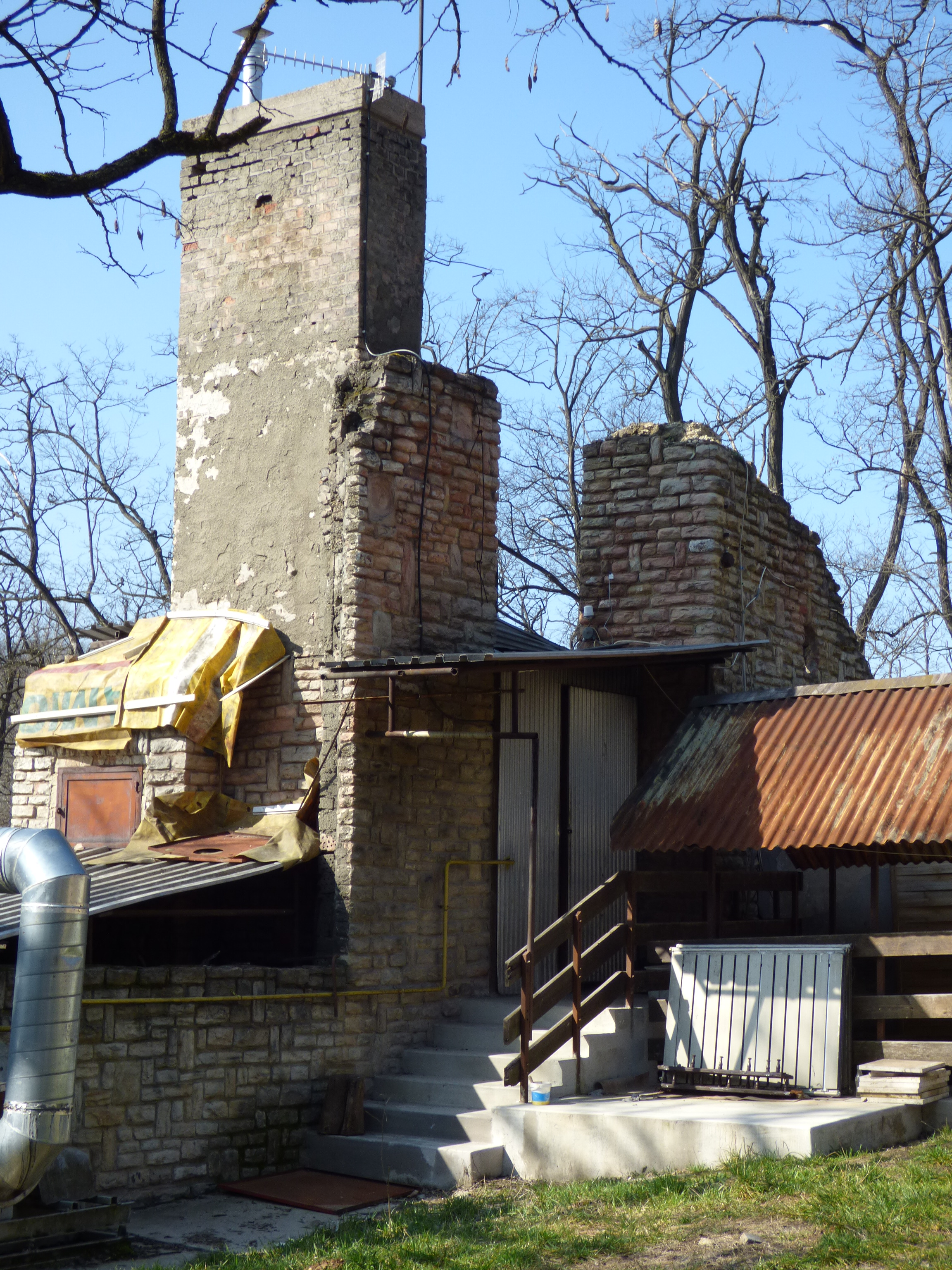
A hajdani csárda maradványai
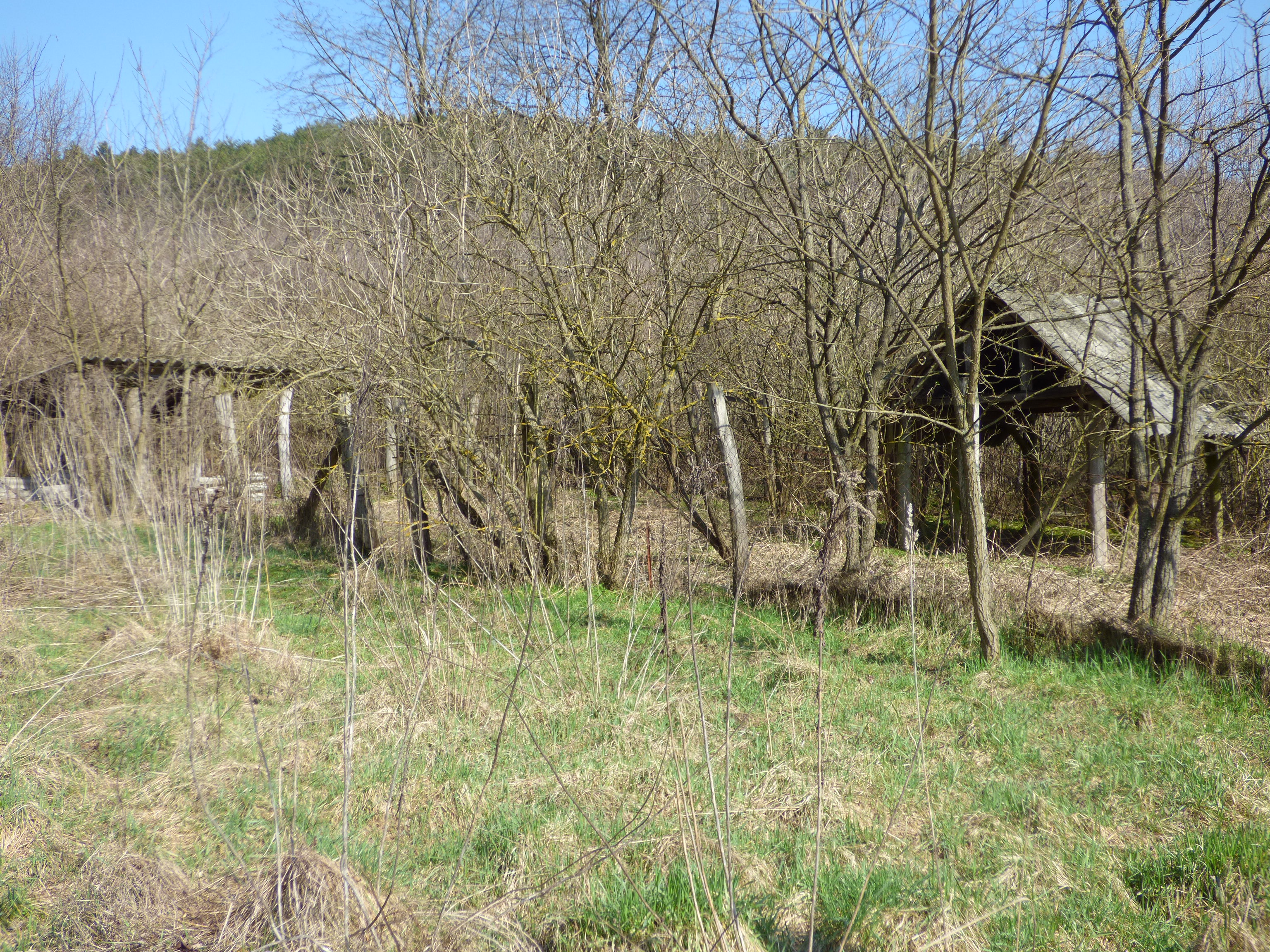
Megszűnt vadállat-bemutató a csárda közelében
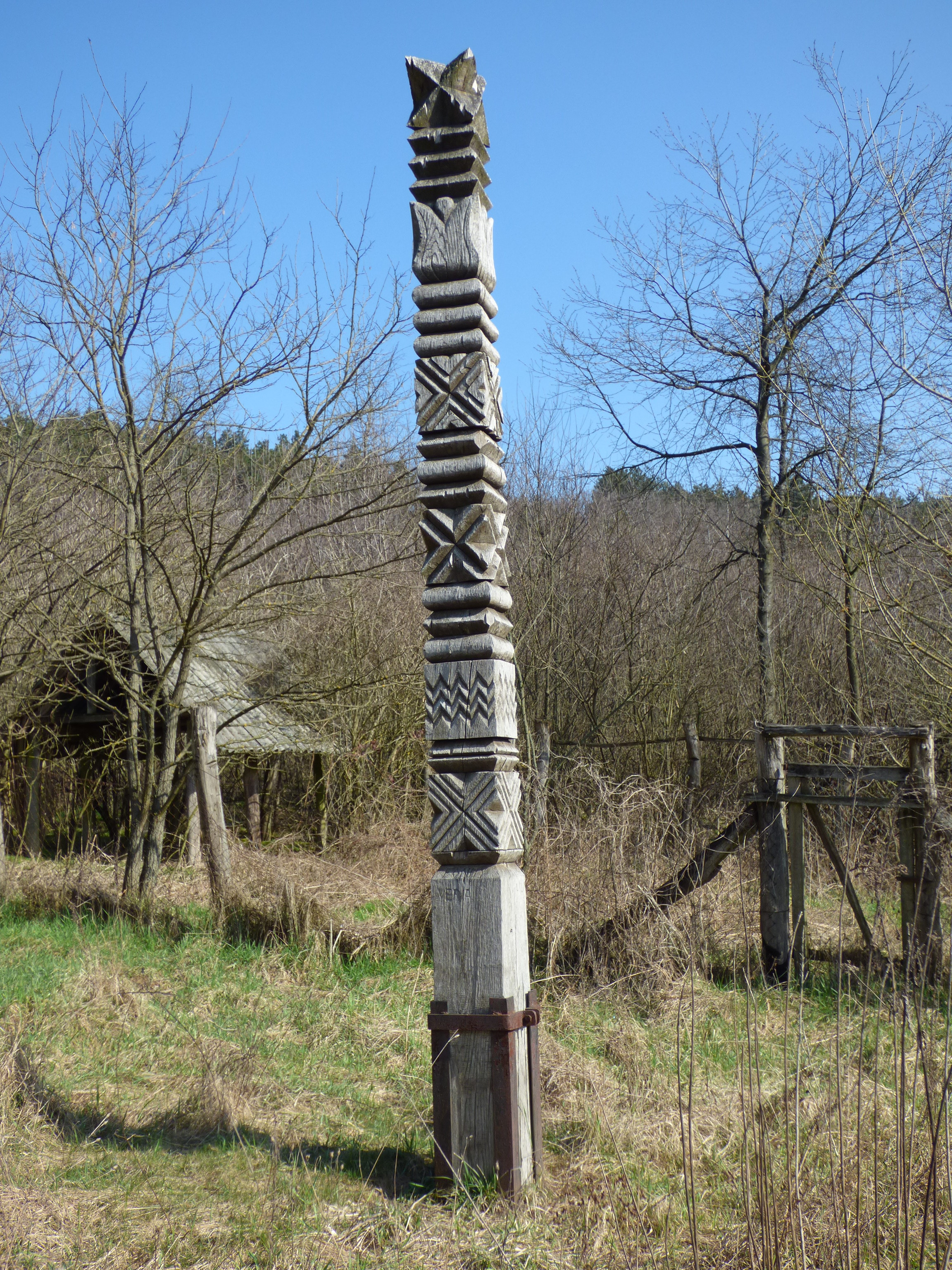
Kopjafa az állatbemutató hely mellett
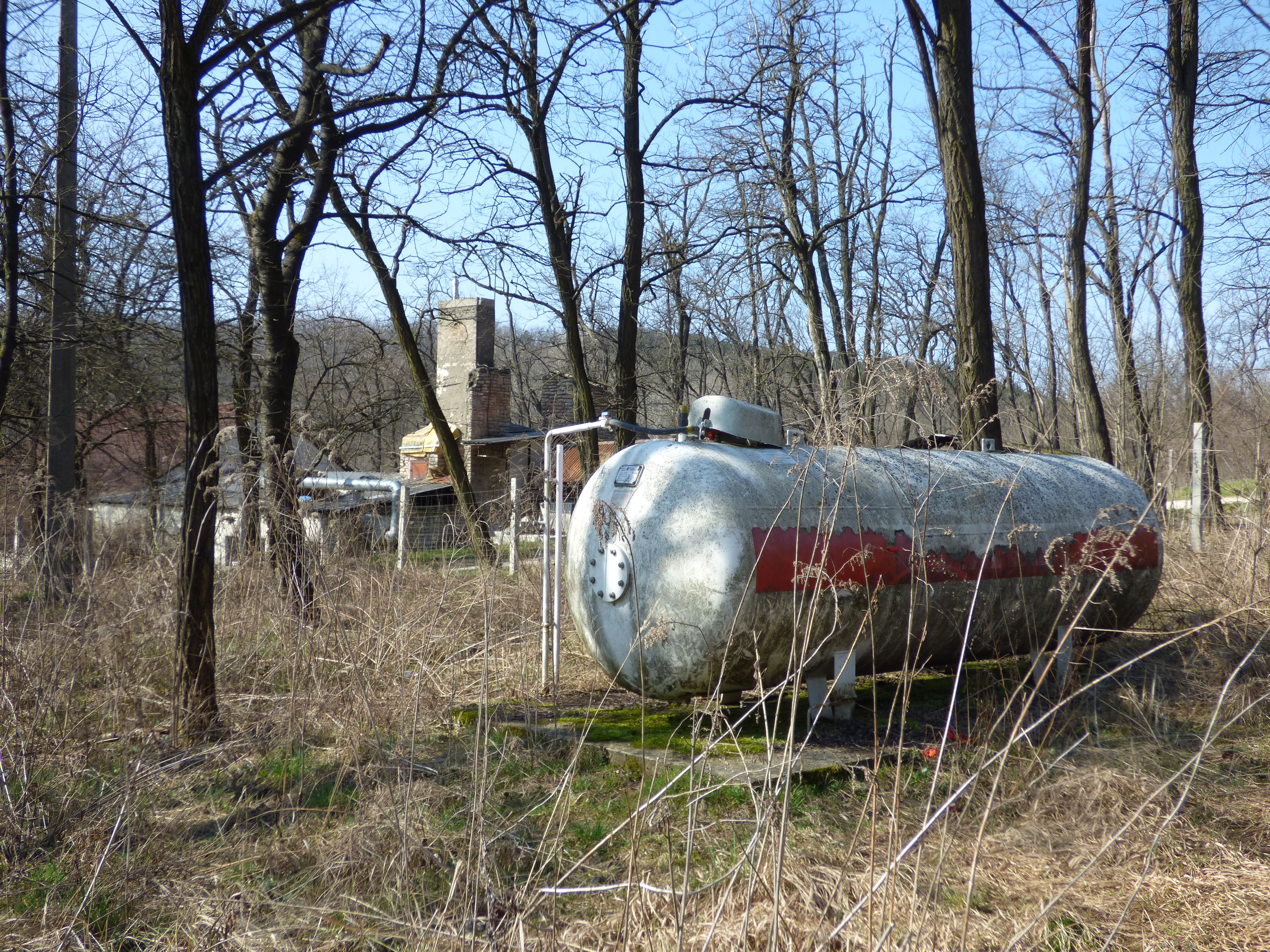
A csárda háta mögötti terület elég rendezetlen